# آقامحمد بیگلو
آقامحمد بیگلو، روستایی در دهستان دره‌رود شمالی بخش دره‌رود شهرستان انگوت در استان اردبیل ایران است. این روستا، مرکز دهستان دره‌رود شمالی است.
یعقوب شجاعی خبرنگار برتر صدا و سیما کشور نیز اهل این روستا می باشد
او متولد ۱۳۶۱ و دارای مدرک کارشناسی ارشد فقه و مبانی حقوق  اسلامی از دانشگاه کرمان می باشد که در سال ۱۳۹۴ با دستور رئیس شورای تامین شهرستان پارس آباد از دانشگاه غیردولتی مغان که مسولیت معاون دانشجویی را داشت جهت انعکاس اخبار منطقه به عنوان خبرنگار  به فرمانداری ماموریت یافته و بعد از یکسال با دانشگاه قطع همکاری کرده و با عنوان خبرنگار صدا و سیما و نماینده صدا و سیمای مرکز اردبیل در دشت مغان جهت انعکاس اخبار و رویدادهای منطقه فعالیت‌های خود را بصورت حرفه ای آغاز کرد و در کمترین زمان در قاب شبکه های سراسری و بین المللی ظاهر شد.
حاصل تلاش این هنرمند که از حرفه بازیگری طنز به هنر جدی خبرنگاری وارد شده است، علاوه بر ارتقای سطح کمی و کیفی خبر دشت مغان رضایتمندی تمامی همشهریان و مسئولین و نهایتاً همگرایی استانی بوده است.
تلاش شبانه روزی یعقوب شجاعی در این مدت انعکاس هزاران گزارش تولیدی فاخر از قابلیت ها و پتانسیل های گردشگری و کشاورزی منطقه از شبکه های استانی ملی و جهانی بوده است.
اهم دستاوردها و موفقیت های اینجانب با وجود اینکه خبرنگار رسمی سازمان صدا و سیما نبودن به شرح زیر است
۱_ گزارشگر برتر جشنواره ابوذر سپاه با موضوع گزارش برداشت برنج از شامات مغان
۲_ خبرنگار برتر صدا و سیمای مرکز اردبیل در سالهای ۹۷ و ۹۸ 
۳_۳خبرنگار برتر کشوری در بیست و دومین جشنواره تولیدات مراکز استانها در سال ۹۸
۴_ معرفی به عنوان چهره هنری استان در سال ۹۸ با حضور وزیر دادگستری و استاندار اردبیل در سالن فدک.
۵_معرفی به عنوان گزارشگر شایسته تقدیر به خاطر تولید گزارش اعلام آمادگی عشایر شاهسون مغان در انتخابات ۲ اسفند ۹۸ در بین ۲۸۶ اثر ارزیابی شده توسط معاون سیاسی صدا و سیمای جمهوری اسلامی ایران
۶_ کسب بالاترین امتیازات در رتبه گزارش‌ های تولیدی استان کسب فیلم برتر در بخش حرف های جشنواره بهمن تماشایی صدا و سیما سال ۹۷.
۷_مستندساز برتر صدا و سیما در اولین جشنواره تولیدات تلویزیونی و رادیویی شبکه‌های برون مرزی سحر، با مستند میان برنامه ای"  آداب رسوم عشایر شاهسون مغان در عید نوروز" در برنامه"سحر سلامی کانال جهانی سحر آذری
لازم بذکر است بالاترین امتیاز خبر صدا و سیمای مرکز اردبیل طبق ارزیابی معاونت سیاسی صدا و سیمای جمهوری اسلامی ایران،  ۷۴ است که این امتیاز را در سال ۸۴ علی فهیمی مقدم و در سال۹۷ یعقوب شجاعی کرده اند

## جمعیت
بر پایه سرشماری عمومی نفوس و مسکن در سال ۱۳۹۵، جمعیت این روستا برابر با ۶۸۱ نفر (۱۹۷ خانوار) بوده‌است.